# Civiele techniek

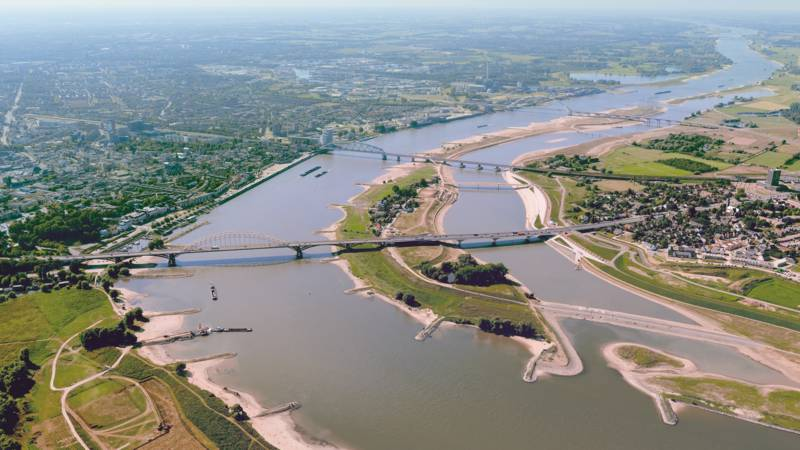
Spiegelwaal, Nijmegen

Civiele techniek is de toegepaste wetenschap die zich richt op ontwerp, constructie en beheer van de gebouwde omgeving. Daaronder vallen onder meer infrastructuur, bruggen, tunnels en dijken. Ook het droogleggen van wateren en bouwen in, op of aan het water is onderdeel van civiele techniek.
Het vakgebied levert een bijdrage aan onder andere verduurzaming van mobiliteit, oplossingen voor het omgaan met klimaatverandering en de energietransitie. Voorbeelden hiervan zijn duurzame mobiliteitsvormen, het omgaan met zeespiegelstijging en het aanleggen van windmolenparken.
Civiele techniek (civiel = burgerlijk) is ontstaan als tegenhanger van militaire techniek, zoals bedreven door de genie. Ontwerp en aanleg van wegen, bruggen en kanalen was aan het begin van de 19e eeuw nog een verantwoordelijkheid van de genie.

## Thema's en onderverdeling vakgebied
Civiele techniek kent globaal de volgende onderverdeling:
- baggertechniek
- constructie met o.a. beton, staal en hout
- geotechniek (bouwen in, op en met de grond)
- gezondheidstechniek (drinkwaterzuivering, riolering, afvalwaterbehandeling)
- milieukunde (bodemverontreiniging, bodemsaneringstechnieken)
- offshore technologie (technologie voor bouwen en delfstofwinning op zee)
- verkeersbouwkunde (dimensionering van verhardingen, spoorconstructies, e.d.)
- verkeerskunde (planning en ontwerp van wegen, verkeersafwikkeling, verkeersinfrastructuur)
- seismische techniek
- waterbeheer (regelen van een teveel of een tekort aan water, waterkwaliteit)
- wegenbouwkunde (aanleg van wegen en spoorwegen)
- waterbouwkunde (rivieren, kusten, kanalen, dijken, sluizen, stuwen, havens)
- hydrologie

## Aandachtspunten in de civiele techniek

### Klimaatverandering
De klimaatverandering is een groot aandachtspunt geworden binnen de civiele techniek. Dit is mede zo gekomen door het Parijs klimaatakkoord (ambitie 2030), waarin staat dat de temperatuurstijging onder de 2°C moet blijven. Om de doeleinden te halen moet er in de civiele techniek veranderingen komen, aan de ontwerpen en uitvoering. Zo moet er bijvoorbeeld gebruik worden gemaakt van duurzame materialen.
Het KNMI brengt om de circa zeven jaar nieuw klimaatscenario's uit. De volgende publicatie wordt medio 2023 verwacht. Met het Klimaatsignaal'21 geeft het KNMI een tussentijdse stand van zaken. Het Klimaatsignaal'21 is gebaseerd op het zesde rapport van het Intergovernmental Panel on Climate Change (IPCC), het klimaatpanel van de Verenigde Naties.
De klimaatverandering heeft in Nederland veel gevolgen volgens het Klimaatsignaal'21 zoals, zeespiegelstijging, extreme droogte en hevige regenbuien. De meeste huidige steden, kunstwerken en andere infrastructuur zijn hier niet tegen bestand. Ze moeten worden aangepast om schade van water of droogte te voorkomen, dit wordt klimaatadaptatie genoemd. Voorbeelden van klimaatadaptatie zijn klimaatadaptieve pleinen, wadi's, groene daken en het verhogen van dijken.
De civiele techniek is erg betrokken bij de klimaatverandering en moet door middel van onderzoeken proberen oplossingen te bedenken om de invloed klimaatverandering, zoals de zeespiegelstijging, te beperken, zodat dijken niet breken. Aangezien Nederland voor een merendeel onder de zeespiegel ligt is de civiele techniek erg belangrijk voor het in stand houden van het land.

#### Sustainable development goals
Binnen de civiele techniek wordt gewerkt met sustainable development goals (SDG's), ook wel duurzameontwikkelingsdoelstellingen. Deze doelen zijn bedoeld om de problemen in de wereld bekend te maken. De doelen roepen bedrijven en organisaties op om mee te helpen om de doelen te halen.

## Bekende projecten

### Projecten in Nederland
Projecten waarbij civieltechnische kennis gebruikt wordt in Nederland, zijn bijvoorbeeld de Oosterscheldekering, de aanleg van natuureilanden Markerwadden, de sluizen van IJmuiden en de aanleg van nieuwe wegen.

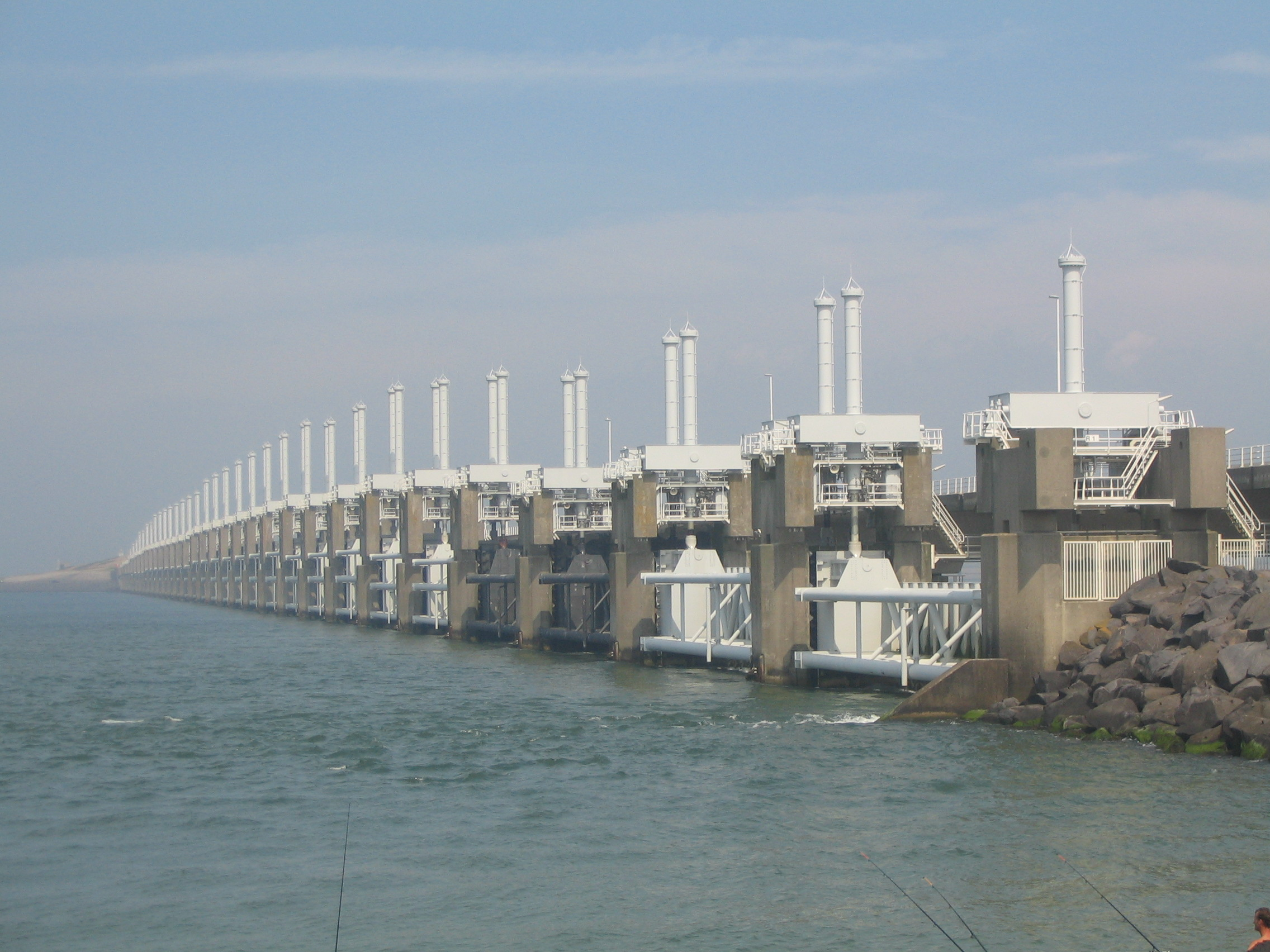
Oosterscheldekering
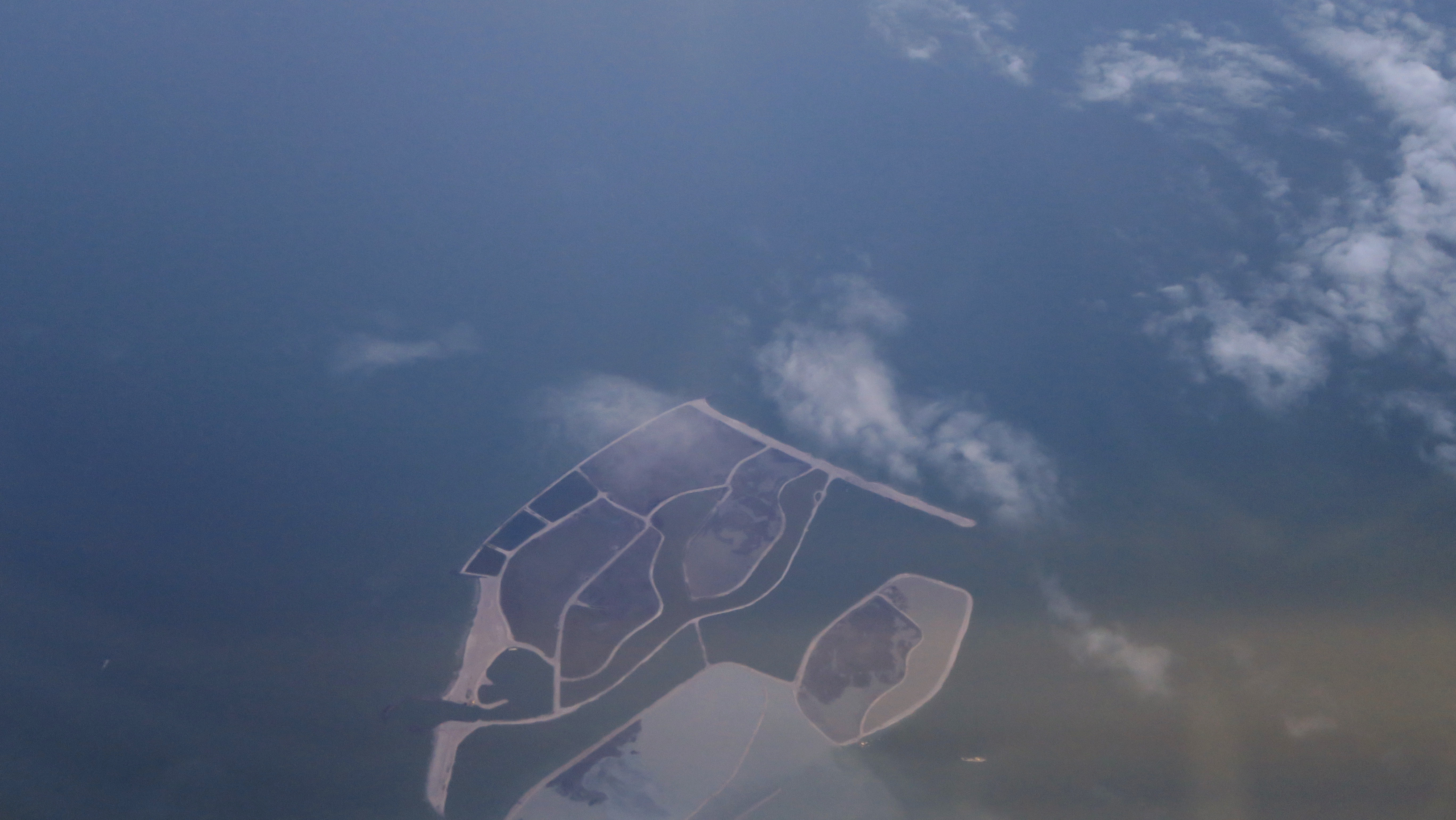
Markerwadden
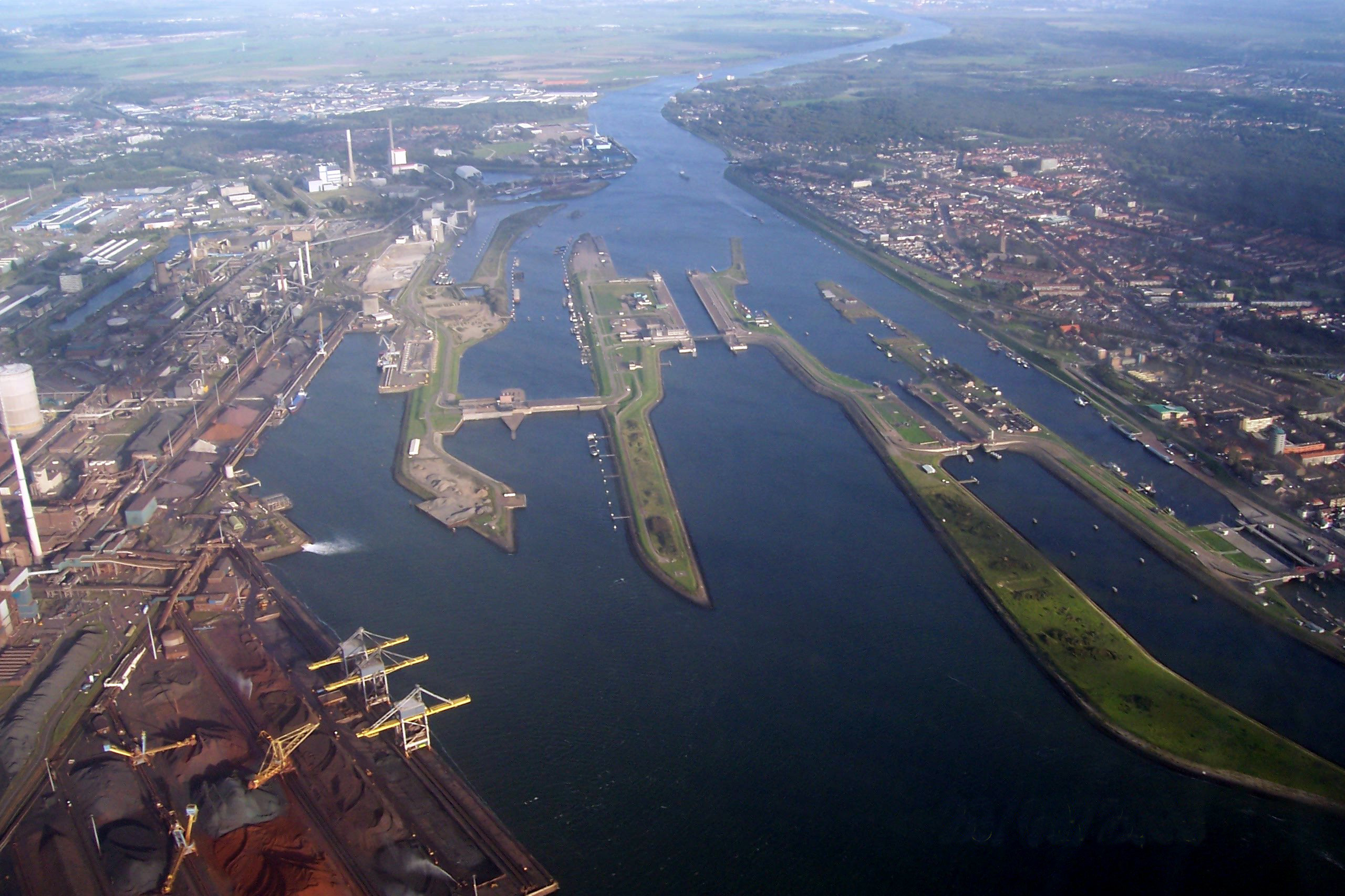
sluizen IJmuiden

### Internationale projecten
Internationale voorbeelden zijn de aanleg van de Palmeilanden in Dubai, de Hooverdam in Arizona en de Golden Gate Bridge in Californië.

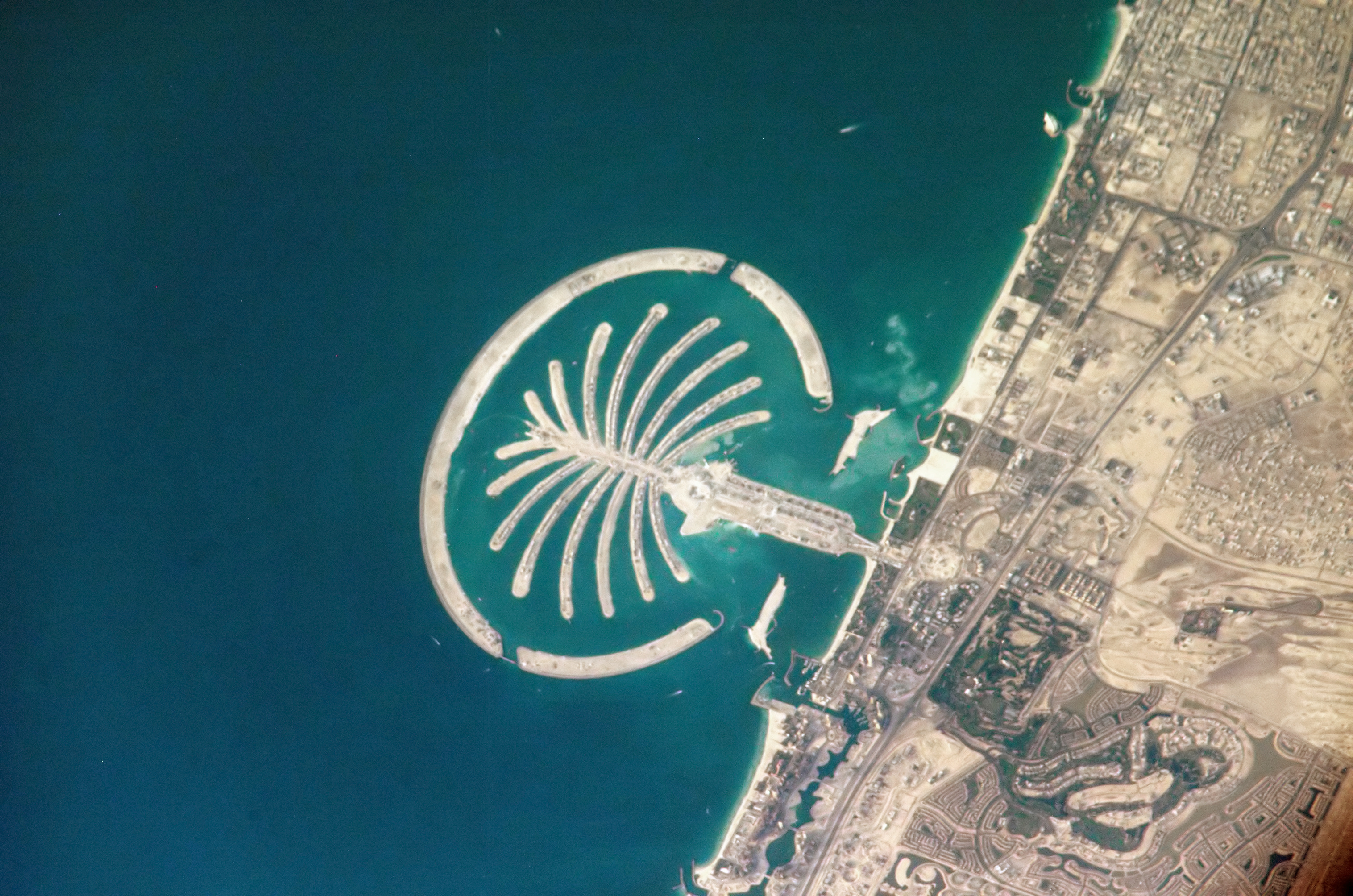
Palm Jumeirah Dubai
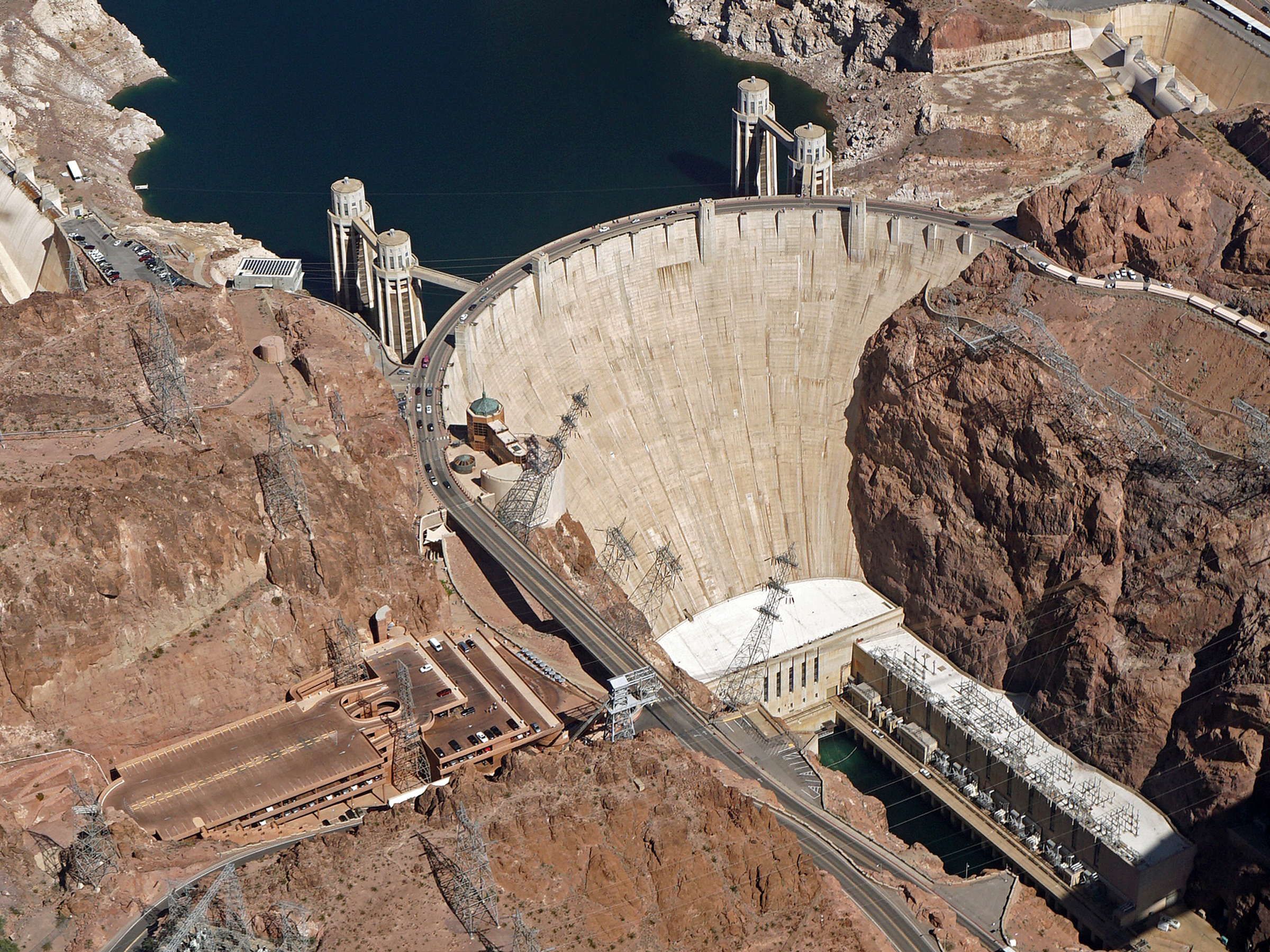
Hooverdam
Golden Gate Bridge

## Beroepen en opleidingen
Professionals die werkzaam zijn in de civiele techniek richten zich in brede zin op het ontwerpen, verbeteren, uitvoeren en beheren van onze leefomgeving. Denk aan een projectleider van een infrastructureel project, een ontwerper van een brug, een uitvoerder van de aanleg van een weg of een adviseur die meedenkt hoe een gebied beter in kan spelen op water(berging). Het beheren en onderhouden van wegen, tunnels en dergelijke is ook een belangrijk onderdeel van het vakgebied.

### Vlaanderen
In Vlaanderen verzorgen de Katholieke Universiteit Leuven, de Universiteit Gent en de Vrije Universiteit Brussel een opleiding in de civiele techniek als onderdeel van de opleiding tot Master in de Ingenieurswetenschappen: Bouwkunde aan de faculteit ingenieurswetenschappen. Deze universitair gevormde ingenieurs hebben het recht om voor hun naam de wettelijk beschermde titel burgerlijk ingenieur en de afkorting ir te dragen.
Naast de drie voornoemde universiteiten kan men de opleiding ook volgen aan de Koninklijke Militaire School.
De universiteiten met campussen in heel Vlaanderen bieden een opleiding aan tot Master in de industriële wetenschappen - industrieel ingenieur, waarbij de civiele techniek in de afdeling Bouwkunde aan bod komt. Industrieel Ingenieurs hebben wettelijk het recht om voor hun naam de wettelijke beschermde afkorting ing. te dragen.

### Nederland
Het curriculum van de opleiding Civiele Techniek bevat in het algemeen vakken zoals, mechanica, wiskunde, vloeistofmechanica, project management, 3D-modelleren en specifieke onderwerpen in de civiele techniek. In de eerste jaren van de opleiding wordt de basiskennis van de sub-disciplines van civiele techniek gegeven. Voorbeelden van sub-disciplines zijn waterbouwkunde, verkeer en wegen, constructies, watermanagement, beheer en onderhoud en uitvoering. Daarna kan men zich specialiseren in een sub-discipline op een hoger niveau.

#### Wetenschappelijke opleidingen
In Nederland verzorgen de Technische Universiteit Delft en de Universiteit Twente de opleiding tot civiel ingenieur (afgekort ir.).

#### Hbo-opleidingen

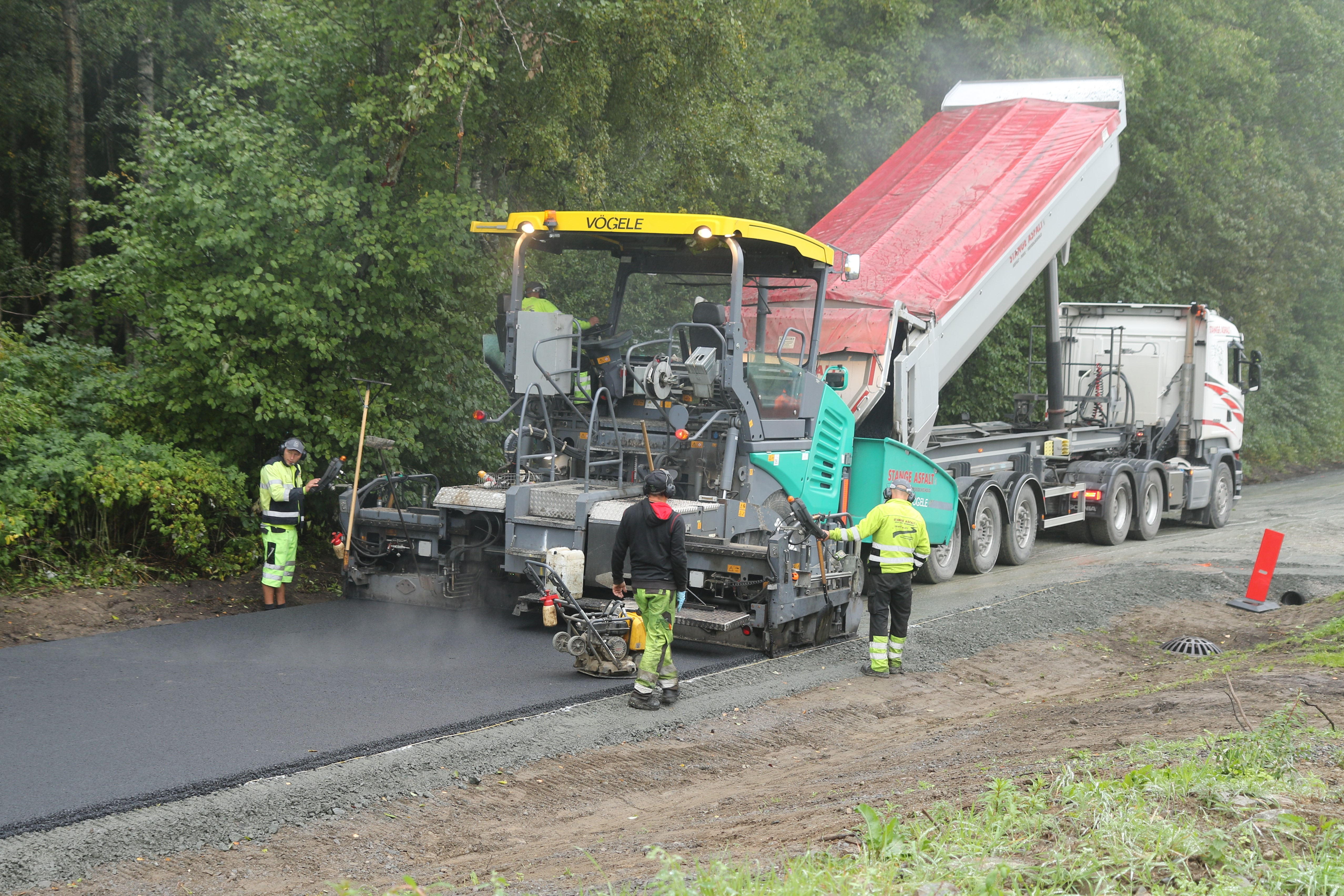
Asfaltering

Er zijn in Nederland meerdere hogescholen die de opleiding Civiele Techniek verzorgen, waaronder de Hogeschool Windesheim te Zwolle, Hogeschool van Arnhem en Nijmegen, NHL Hogeschool te Leeuwarden, Hogeschool Rotterdam, Avans Hogeschool te 's-Hertogenbosch en Tilburg, Hogeschool Inholland, Hogeschool Zeeland, Saxion Hogescholen te Enschede, de Haagse Hogeschool en Hogeschool NCOI. Afgestudeerden aan de hogescholen krijgen eveneens de titel ingenieur, die wordt afgekort tot ing. Het resultaat van deze studie is de internationale titel Bachelor of Science, BSc.
Verder zijn er hogescholen die de Bachelor Built Environment verzorgen met uitstroomprofiel Civiele Techniek. Dit wordt gegeven op de Hanzehogeschool Groningen, Hogeschool Utrecht, Hogeschool van Amsterdam en Zuyd Hogeschool.
Het is ook mogelijk om een associate degree (AD) Civiele Techniek te halen. Dit is een deeltijd opleiding die twee jaar duurt. Er worden twee verschillende associate degree-opleidingen aangeboden. Onder andere de AD Civiele Techniek Projectvoorbereiding en -realisatie bij Hogeschool van Arnhem en Nijmegen en het AD Built Environment aan Avans Hogeschool te 's-Hertogenbosch en Roosendaal met als doorstroommogelijkheid de bacheloropleiding Civiele Techniek bij Avans.
Na de hbo-opleiding Civiele Techniek kan men een leidinggevende functie bij een ingenieursbureau, overheidsinstelling of aannemer vervullen. Het is ook mogelijk om nog verder te studeren en een master te behalen op het hbo of universiteit.

#### Mbo-opleidingen

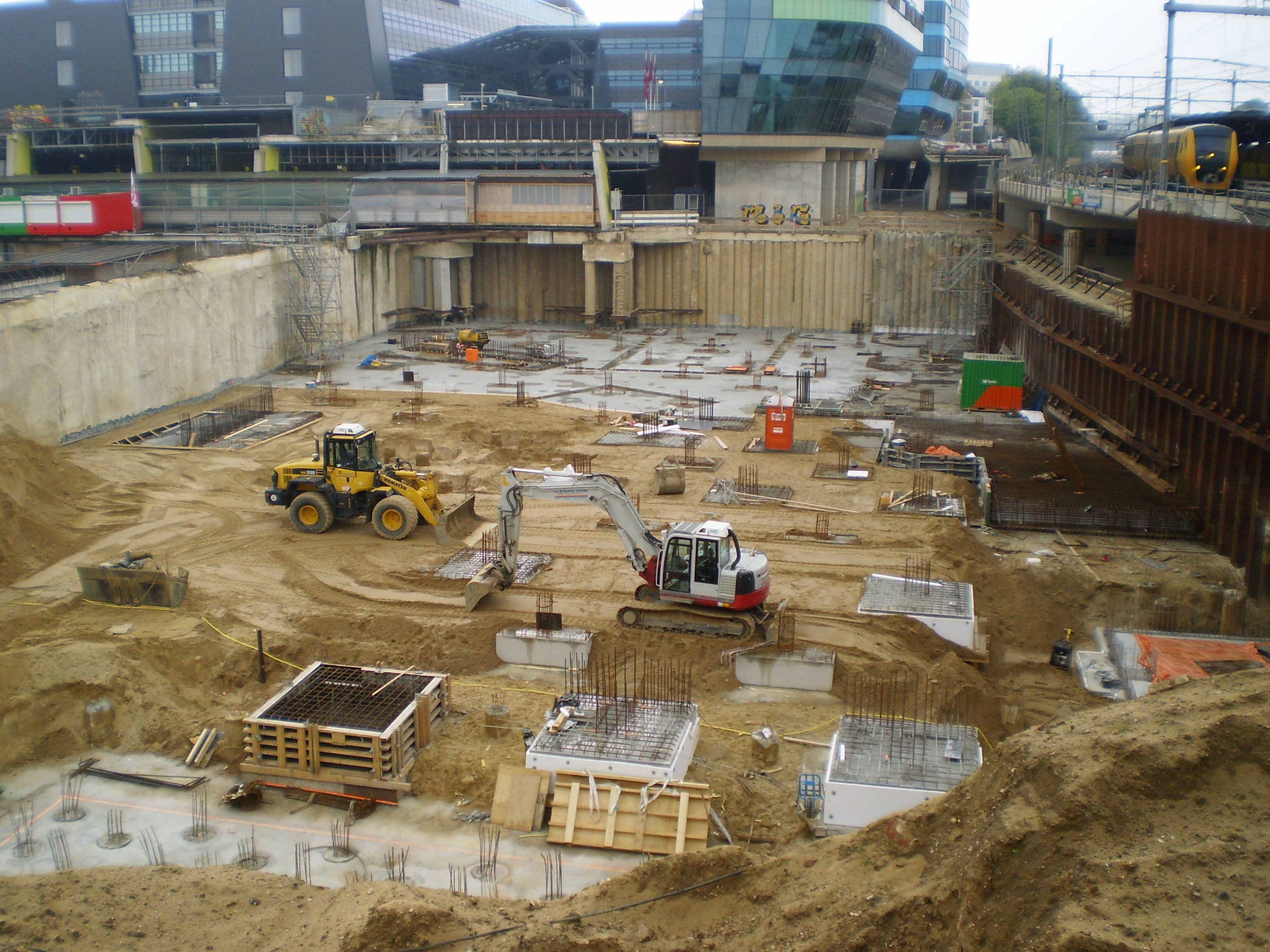
Bouwput

Op het mbo wordt de opleiding Infratechniek gegeven als opleiding voor de civiele techniek. Voordat de opleiding de naam "Infra" kreeg, stond het bekend als de opleiding "Grond-, Weg- en Waterbouw (GWW)".
Er zijn meerdere mbo-scholen in Nederland die de opleiding Infratechniek verzorgen, waaronder:
| - ROC van Flevoland te Almere - Hoornbeeck te Amersfoort - ROC van Amsterdam - ROC Mondriaan te Den Haag - ROC Friese Poort te Drachten - Currio te Etten-Leur - Alfa-college te Groningen - ROC Da Vinci College te Hardinxveld-Giessendam - ROC Horizon College te Heerhugowaard | - ROC van Twente te Hengelo - MBO Rijnland te Leiden - ROC Midden Nederland te Nieuwegein - ROC Nijmegen - ROC Gilde Opleidingen - Koning Willem I College te 's-Hertogenbosch - Techniek College Rotterdam - Scalda te Vlissingen - Deltion College te Zwolle |

Na de mbo-opleiding Infratechniek kan men verder studeren aan een hogeschool of aan het werk gaan bij een aannemer, uitvoerder of ingenieursbureau.

## Bekende personen
Bekende personen voor de civiele techniek in zijn onder anderen:

### Cornelis Lely
Cornelis Lely (1854-1929) was een Nederlandse ingenieur en waterbouwkundige. Lely ontwierp in 1891 voor de Zuiderzeevereeniging een plan voor de afsluiting van de Zuiderzee. Ook bedacht hij de Afsluitdijk en de aanleg van nieuwe polders. Dit grote project werd het Zuiderzeeproject genoemd.

### Jan Agema
Jan Agema (1919-2011) was een Nederlands waterbouwkundig ingenieur en hoogleraar aan de TU Delft. Hij is bekend van het ontwerp van de Havenmond van Hoek van Holland en de bouw van de Oosterscheldekering.

### Jean Venables
Jean Venables (geboren 1948) is een Britse civiele ingenieur. Venables heeft gewerkt aan hoogwaterbeschermingsprojecten. Ze was negen jaar voorzitter van de Thames Regional Flood Defence Committee.

### Isambard Kingdom Brunel
Isambard Kingdom Brunel (1806-1859) was een Britse civiele ingenieur. Hij is de zoon van de tevens bekende ingenieur Marc Isambard Brunel. In het Verenigd Koninkrijk staat hij bekend om zijn vele bruggen, het aanleggen van een van de grote spoorwegen in Engeland en het overzien van de bouw van de Thames Tunnel, de eerste geboorde tunnel.

### Ove Arup
Ove Arup (1895-1988) was een Deense bouwkundig ingenieur. Hij heeft een belangrijke bijdrage geleverd aan de bouw van het Sydney Opera House, waardoor de 'zeilen' van het gebouw mogelijk waren om te bouwen.

### Emily Warren Roebling
Emily Warren Roebling (1843-1903) was een ingenieur die meer dan 10 jaar mee heeft geholpen aan de bouw van de Brooklyn Bridge nadat haar man Washington Roebling ernstig ziek werd. Als eerbetoon mocht Emily als eerste over de brug lopen.

### Simon Stevin
Simon Stevin (1548-1620) was ingenieur voor het Staatse leger en privédocent van Maurits van Oranje tijdens de Tachtigjarige Oorlog. Hij heeft veel bijgedragen aan de wiskunde, de natuurkunde, de vestingbouw en het Nederlands. Hij gaf de principes van de vestingbouw een wiskundige grondslag en heeft een van de belangrijkste bewijzen voor de constructiemechanica geleverd: de clootcrans. De laboratoria voor onderzoek naar constructieve materialen (betonlab, staallab) aan de TU Delft zijn naar hem vernoemd.

### Frans van Hasselt
Johan Barthold Frans van Hasselt (1913-1942) was voorzitter van de studievereniging Practische Studie en student Civiele Techniek aan de Technische Hogeschool Delft (de huidige TU Delft). Toen Joodse hoogleraren geen college meer mochten geven, bedaarde Van Hasselt de studentenmenigte, waarop het eerste protest tegen de jodenvervolging op maandag plaats vond. In Delft, en andere plaatsen, zijn een straat en een plein naar hem vernoemd. Hij was lid van de verzetsgroep Mekel, naar wie het Mekelpark is vernoemd. Ter ere van dit verzet hangt een plakkaat bij de ingang van het voormalige gebouw voor Weg- en Waterbouwkunde in Delft.